# Toshimasa Yoshioka
Toshimasa Yoshioka, (en japonès: 吉岡稔真, Kitakyūshū, 15 de juny de 1970) va ser un ciclista japonès, que s'especialitzà amb la pista. Va guanyar una medalla de bronze al Campionat del món de keirin de 1993.